# Outeiro (Bragance)
Outeiro est une freguesia portugaise du concelho de Bragance, avec une superficie de 40,93 km2 pour une population de 301 habitants en 2011. Elle a une densité de 7,4 hab/km2.